# La Guineueta
La Guineueta es uno de los trece barrios que integran el distrito de Nou Barris de Barcelona. Tiene una superficie de 0,61 km² y una población de 15 043 habitantes (2016). En su ámbito se halla el parque de la Guineueta y el parque Central de Nou Barris, al sur del cual se encuentra la sede del distrito de Nou Barris y el Fòrum Nord de la Tecnologia.
Situado en una de las zonas más céntricas del distrito, aglutina dos grandes polígonos de vivienda, uno en la parte norte con edificios de poca altura y otro en el sur con las viviendas de Barcinova y Calinova, y dos de los parques más grandes de la ciudad, centros neurálgicos y pulmones naturales del distrito: el parque de la Guineueta y el parque Central de Nou Barris, donde están los principales servicios de Nou Barris, así como la Sede de Distrito. 
Limita con los barrios de Canyelles (anteriormente denominado Guineueta Vella), Verdum, Porta, Turó de la Peira y Torre Baró en el mismo distrito, y con el barrio de Horta en el distrito de ' Horta-Guinardó . Está delimitado por la Ronda de Dalt (Vía Favencia), la calle de Montral, el paseo de Urrutia, el paseo de Verdum y la calle de la Artesanía, así como la plaza de Karl Marx y la plaza de la República, donde está el monumento escultórico La República dedicado a Francesc Pi i Margall.

## Historia
El nombre del barrio de La Guineueta deriva de Can Guineueta, una masía situada en el cruce del paseo de Valldaura con la calle Gasela, justo a los pies de la antigua carretera de Cornellà a Fogars de Tordera, con un recorrido muy parecido al que actualmente hace la Ronda de Dalt. Los campos de cultivo que rodeaban la masía empezaron a desaparecer durante los años cuarenta, pero no se empezó a urbanizar el barrio hasta finales de los años sesenta, en los alrededores del paseo de Valldaura.
La historia del barrio también estuvo marcada por el Instituto Mental de la Santa Cruz, un complejo hospitalario que se inauguraba en 1889 por orden del Hospital de San Pablo con capacidad para más de 700 enfermos y fue dirigido por el Dr. Emili Pi i Molist, uno de los pioneros en el tratamiento de las enfermedades mentales en España. El edificio se construyó en terrenos cedidos por un benefactor anónimo cerca de la masía de Ca n'Enseña, que todavía hoy está de pie y sirve de local de asociaciones. Fue diseñado por el arquitecto Josep Oriol y Bernadet a partir del proyecto del dr. Pi i Molist, a quien está dedicada la calle que termina a las puertas del edificio.
A principios de los setenta, La Guineueta presentaba problemas de infraestructuras y carencia de servicios, como el resto de barrios construidos durante el franquismo en la ciudad. Esto generó muchas de las luchas vecinales históricas del barrio y el distrito de Nou Barris. Las luchas iban por exigir nuevos equipamientos, servicios públicos y un largo etcétera, hasta conseguir uno de sus grandes hitos, la urbanización del Torrent de la Zorra, transformado en 1971 en el parque de la Guineueta.
Más tarde, al otro lado del paseo de Valldaura, se construyeron los polígonos de Barcinova y Calinova posterior al derribo de gran parte del edificio hospitalario del Instituto Mental de la Santa Cruz. En este espacio se generó los lugares que han pasado a ser el centro de la actividad del barrio, y de parte del distrito, como la creación del parque Central de Nou Barris, diseñado por Carme Fiol y Andreu Arriola, la utilización de los restos del edificio hospitalario por muchos servicios y actividades políticas, la recuperación de la iglesia del mental por la parroquia de San Rafael, la reforma de la masía de Ca n'Enseña por actividades culturales, asociativas y de jóvenes o la recuperación de la masía de Can Carreras para hacer una guardería. 
El final del siglo XX y la llegada del siglo XXI no terminaron con las reivindicaciones políticas y sociales del barrio. Entre las más destacadas figuran la cobertura de la Ronda de Dalt a su paso por el barrio, conjuntamente con el barrio de Canyelles, y que no concluyó hasta el 2007, cuando 15 años después de que la prometiera el alcalde de la ciudad Pasqual Maragall,  y la lucha por evitar el cierre de las urgencias del CAP Guineueta, que afectaba también al barrio de Canyelles y de Can Peguera,  y que produjo decenas de cortes en la Ronda,   y que finalmente concluyó con la instalación de un servicio de ambulancias y la creación de un espacio social de salud comunitaria, pero no con la reapertura nocturna del centro. 
Durante el referéndum sobre la independencia de Cataluña de 2017 el barrio de La Guineueta se convirtió en protagonista por la intervención policial en la Escola Àgora, uno de los puntos de votación de la convocatoria.   La Policía Nacional realizó una intervención que duró más de una hora y que acabó con decenas de votantes heridos, 15 de ellos atendidos por el sistema de salud, y el colegio con graves destrozos en las aulas.   Esta contundente actuación, junto a las realizadas en otros colegios de la ciudad de Barcelona, acabó con la imputación de varios miembros del cuerpo policial por no respetar los protocolos de actuación.  

## Equipamientos y servicios
La Guineueta cuenta con múltiples servicios y equipamientos públicos. Como la Sede del Distrito está en el parque Central, el barrio cuenta con la oficina de atención ciudadana del Ayuntamiento de Barcelona en Nou Barris, el Centro de Atención e Información de la Seguridad Social, la Oficina de la Vivienda del distrito, el Servicio Atención Recuperación Acogida para mujeres y adolescentes de toda Barcelona y el Punto de Información y Atención a las Mujeres de Nou Barris y la comisaría de la Guardia Urbana del distrito.
En el ámbito de la sanidad, el barrio cuenta con el centro de atención primaria Guineueta, que también da servicio a los barrios de Canyelles y Can Peguera y que incluye un servicio de ambulancias y un espacio social de salud comunitaria, y el centro de salud mental de Nou Barris Nord, que incluye los barrios de Roquetes, Canyelles, Trinitat Nova, Ciudad Meridiana, Torre Baró y Vallbona.
En educación, cuenta con varias escuelas e institutos públicos, como el Instituto La Guineueta, la Escuela Marinada, la Escuela Ágora y el Instituto Escuela Artístico Oriol Martorell y los centros concertados Jesús Maria Claudina Thévenet, Molina y Grey. Además, hay tres jardines de infancia municipales y tres de gestión privada. El barrio también contó de 1965 a 1995 con un centro educativo conocido como Escuela Ginesta de la Guineueta a iniciativa del cura Josep Maria Comerma que ya durante la dictadura enseñó desde una visión catalana, pero que el arzobispado de Barcelona decidió cerrar por falta de viabilidad económica, a pesar de los esfuerzos de los padres por mantenerla. 
En el ámbito deportivo la Guineueta cuenta con el equipo de fútbol Escuela Deportiva Guineueta, que juega en el campo de fútbol municipal la Guineueta y que cuenta con un primer equipo masculino participante de la Tercera División RFEF y con uno femenino en la Primera División de la Federación Catalana de Fútbol .   Además, hay 21 equipos infantiles y juveniles masculinos y 9 femeninos y dos equipos de veteranos, un masculino y un femenino.   El barrio también cuenta con una pista de patinaje situada en la calle Guineueta.
La Guineueta también tiene varios espacios de socialización públicos como La Masía de la Guineueta, que incluye varios proyectos como el Casal de Jóvenes de la Guineueta, el Casal de Personas Mayores Guineueta y la biblioteca de Nou Barris, en el edificio del Mental. Además, también hay iniciativas asociativas como la sede de la Asociación de Vecinos y Vecinas de Nou Barris, en la rambla del Cazador, o el Casal Popular 3 Voltes Rebel, autogestionado por varios colectivos en el paseo de Urrutia. 

## Comercio y actividad económica
La actividad económica de la Guineueta se concentra en los principales ejes del barrio. El paseo de Valldaura y las travesías de ésta, especialmente la calle de Isard, la calle de Alsacia y la calle de la Guineueta, así como los entornos del Mercado de la Guineueta, el paseo de Valldaura y la calle de Lorena, es donde se concentran los principales focos de pequeño comercio en el barrio, tanto de tiendas de alimentación o productos de todo tipo, como bares y restaurantes.
En 2019, el número total de comercios activos era de 210, reduciéndose en 25 locales desde 2016 y en más de 100 desde el estudio de 2014, y de los que un 18% son comercios de alimentación, un 15% de comercio no alimenticio, un 14% locales de restauración y un 40% de servicios diversos. La Guineueta tiene un índice de abastecimiento comercial, que es el número de locales con uso comercial por cada 100 habitantes, de 2,01.  
Además, el barrio es la sede del parque tecnológico en el parque Central de Nou Barris . Este edificio es un vivero de pequeñas empresas, especialmente relacionadas con la tecnología, un espacio de formación, tanto para empresas como particulares, y la sede de Barcelona Activa en el distrito.  El parque tecnológico es también el espacio de otros servicios como el Ateneo de Fabricación, que busca potenciar el tejido económico de proximidad y fomentar vocaciones científicas y tecnológicas,  y del Cibernàrium Nou Barris, que dispone de 5 aulas dotadas de equipos informáticos donde se realizan actividades formativas.  Su polivalencia le convirtió en punto de vacunación masivo durante la pandemia de COVID-19 . 

## Fiestas, ferias y festivales
La Guineueta, por la presencia de sus dos parques, es un espacio habitual para fiestas, ferias y festivales de todo tipo. Estos dos parques son el escenario de la fiesta mayor de La Guineueta, organizada por diversas entidades del barrio, encabezadas por la Asociación de Vecinos y Vecinas y La Masía. Se celebra la segunda y tercera semana de junio, con la Cantada de Habaneras, como eje central de la primera semana de fiestas, y el festival musical joven Simbiruta, que tiene su origen en 1994 y se realiza la segunda semana .  
El parque de la Guineueta es el escenario habitual de "La Cultura va de Fiesta", la fiesta de las entidades culturales de Nou Barris,  el encuentro político y festivo "Siempre es 26", organizado por el Casal Popular 3 Vueltas Rebelde y el Casal de Amistad Catalán Cubano de Barcelona en homenaje al asalto al cuartel Moncada en Cuba en 1953 para derrocar al dictador Fulgencio Batista,  o la celebración del Día de Andalucía en Barcelona, en el busto en homenaje a Blas Infante en el mismo parque.  
Por su parte, el parque Central de Nou Barris tiene entre sus actividades habituales las principales actividades de la fiesta mayor de Nou Barris, en los entornos de la Sede de Distrito, la Fiesta de San Froilán, alrededor del 5 de octubre y organizada por la Asociación Cultural Amigos de San Froilán y otras entidades culturales gallegas,   el Festival de Blues de Barcelona, que se celebra cada junio en la parte del parque cercano al paseo de Fabra i Puig,  o el 9 Birres Fest, feria de cerveza artesanal y cultura de Nou Barris realizada en la plaza Mayor. 